# Província de Khizilordà
La província de Khizilordà (en kazakh: Қызылорда облысы/Qızılorda oblısı) és una província del Kazakhstan. La seva capital és la ciutat de Khizilordà, amb una població de 157.400 habitants. La província en si té una població de 590.000 habitants. Altres assentaments notables inclouen Aral, Qazaly (Kazalinsk) i la ciutat administrada per la Federació Russa Baikonur, que dona servei al Cosmòdrom de Baikonur. Té fronteres provincials amb l'Uzbekistan, així com altres tres províncies: Província d'Aktobe (a l'oest), Província de Kharagandí (al nord) i Província del Kazakhstan Meridional (per a l'est). El riu Sirdarià, que flueix des de les muntanyes Tian Shan fins al Mar d'Aral, en l'actualitat (Mar d'Aral Nord), passa a través de la província. La superfície total de la província és de 226.000 quilòmetres quadrats.

## Divisions administratives
La província es divideix administrativament en set districtes i la ciutat de Khizilordà.
1. Districte d'Aral, amb el centre administratiu de la ciutat d'Aral;
2. Districte de Karmakxi, l'assentament de Jossali;
3. Districte de Kazali, l'assentament de tipus urbà d'Aiteke Bi;
4. Districte de Xieli, l'assentament de tipus urbà de Xieli;
5. Districte del Sirdarià, l'assentament de tipus urbà de Terenozek;
6. Districte de Jalagaix, l'assentament de tipus urbà de Jalagaix;
7. Districte de Janakorgan, l'assentament de tipus urbà de Janakorgan.

Tres localitats de la província de Khizilordà tenen categoria de ciutat. Aquests són Aral, Kazali, i Khizilordà. La ciutat de Baikonur es troba dins de l'àrea de la província, però actualment està llogat i administrat per la Federació de Rússia.